# L'amore trova casa
L'amore trova casa (Love Finds a Home) è un film per la televisione diretto da David S. Cass Sr., andato in onda il 5 settembre 2009 sulla Hallmark Channel e basato sull'omonimo libro di Janette Oke. È stato girato a Sikeston.

## Trama
Kansas, XIX secolo. Annie Watson (Haylie Duff), una graziosa e attraente dottoressa, scopre di essere incinta e, dato che il marito Peter è costretto a lasciarla da sola a causa di una serie impegni lavorativi, decide di trasferirsi a casa dell'amica Belinda Owens, anche lei dottoressa. Dopo aver rivelato alla madre adottiva Mary (Patty Duke) la sua gravidanza, Annie inizia un processo personale che la porterà a contrapporre le proprie ragioni scientifiche ai principi di saggezza popolare in cui crede l'anziana signora. Alla fine Annie partorirà una bambina e la chiamerà Melinda.